# Cantón de Cahors-Noroeste
El cantón de Cahors-Noroeste era una división administrativa francesa, que estaba situada en el departamento de Lot y la región de Mediodía-Pirineos.

## Composición
El cantón estaba formado por tres comunas, más una fracción de la comuna que le daba su nombre:
- Cahors (fracción)
- Espère
- Mercuès
- Pradines

## Supresión del cantón de Cahors-Noroeste
En aplicación del Decreto n.º 2014-154 de 13 de febrero de 2014, el cantón de Cahors-Noroeste fue suprimido el 22 de marzo de 2015 y sus 4 comunas pasaron a formar parte; dos del nuevo cantón de Cahors-1, una del nuevo cantón de Meseta y Bouraine y la fracción de la comuna que le daba su nombre se unió con las otras fracciones para que, por medio de una reestructuración cantonal, fueran creados los nuevos cantones de Cahors-1, Cahors-2 y Cahors-3.